# Laguna del Yeso
La laguna del Yeso es un cuerpo de agua léntico ubicada en los orígenes del río Cachapoal, en la Región de O'Higgins, en Chile.

## Ubicación y descripción
La laguna tiene como emisario al río Las Leñas, que tras corto trayecto las descarga en el río Cachapoal.

## Historia
Luis Risopatrón la describe sucintamente en su Diccionario Jeográfico de Chile (1924):: 952 
Yeso (Laguna del). Tiene unos 2 kilómetros de largo i unas 80 hectáreas de superficie, es pintoresca, de transmisión i se encuentra en la medianía del cajón de Las Leñas del río Cachapoal.